# Лема Лачлана

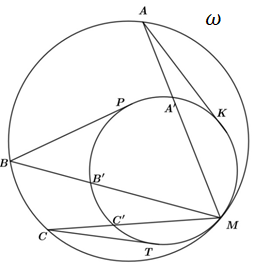
Рис.1

Коло, яке проходить через точки {\displaystyle ABC} , дотикається до кола {\displaystyle \omega } внутрішнім чином тоді і лише тоді, коли {\displaystyle AB\cdot CT+BC\cdot AK=AC\cdot BP} , де  {\displaystyle AK,BP} і {\displaystyle CT}відрізки дотичних, проведених з точок {\displaystyle A,B} і {\displaystyle C} до кола {\displaystyle \omega } (рис. 1).

## Доведення леми Лачлана
Для доведення даної леми нам знадобиться довести, що якщо два кола з радіусами {\displaystyle R} та {\displaystyle r} дотикаються одне до одного внутрішнім способом в точці {\displaystyle M}(рис. 2) 

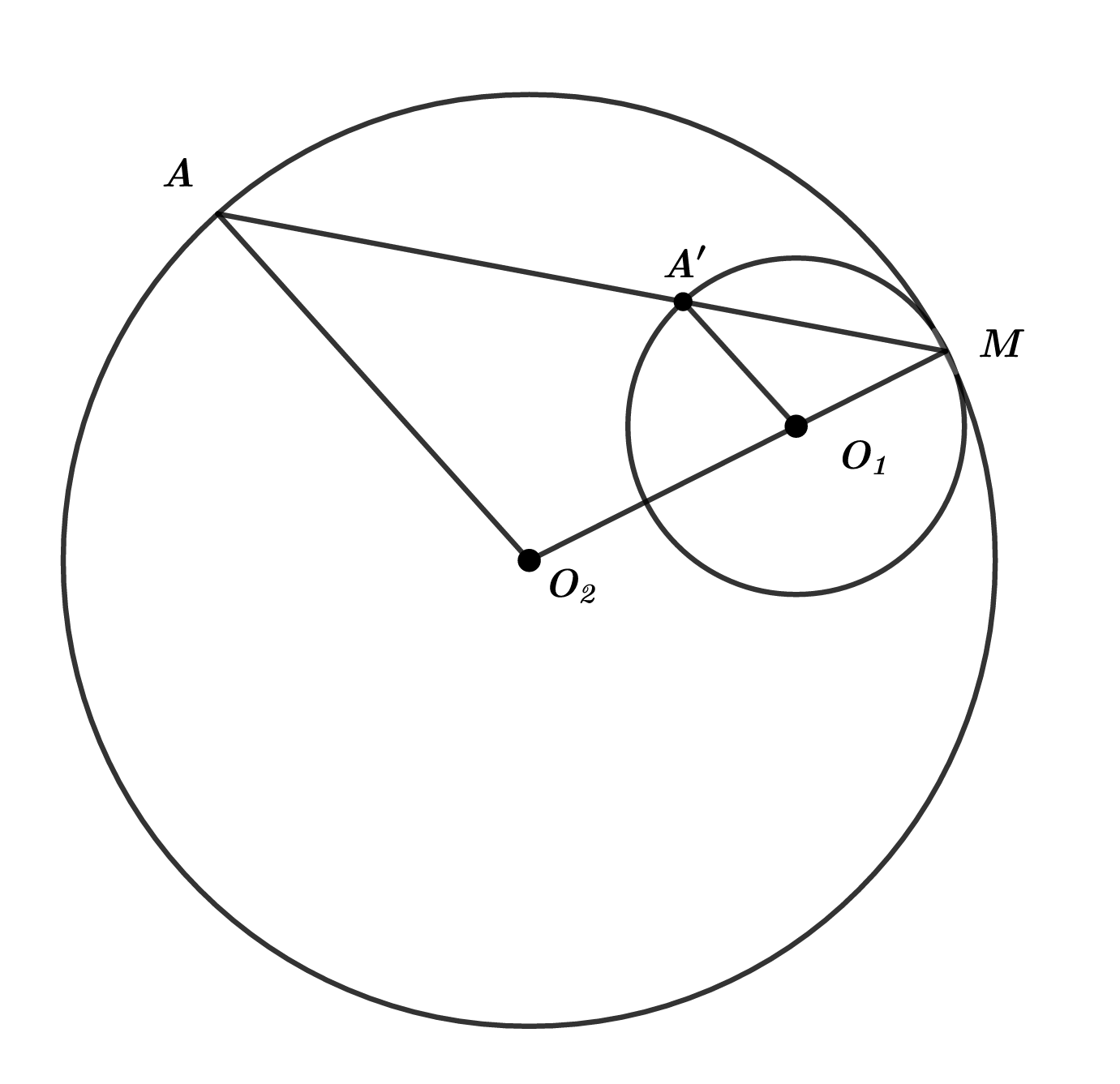
Рис. 2

то для довільної точки {\displaystyle A}  на зовнішньому колі має місце співвідношення {\displaystyle {\frac {A'M}{AM}}={\frac {r}{R}}}, де {\displaystyle A'} - точка  перетину прямої {\displaystyle AM} з внутрішнім колом. Справді, центри кіл {\displaystyle O_{1},O_{2}}  та точка M лежать на одній прямій, тому що в точці {\displaystyle M} обидва кола мають спільну дотичну. Тому наведене співвідношення випливає з подібності трикутників {\displaystyle AO_{2}M} та {\displaystyle A'O_{1}M}. 
Тепер доведемо лему Лачлана. Нехай два кола, що розглядаються, дотикаються в точці {\displaystyle M} внутрішнім способом (рис. 12). У цьому випадку, врахувавши співвідношення подібності, що виведене на початку статті, і позначивши {\displaystyle q={\frac {r}{R}}} та застосувавши теорему про січну і дотичну, отримаємо: 
{\displaystyle AK={\sqrt {AM\cdot AA'}}={\sqrt {AM(AM-q\cdot AM)}}=AM{\sqrt {1-q}}}
{\displaystyle BP={\sqrt {BM\cdot BB'}}={\sqrt {BM(BM-q\cdot BM)}}=BM{\sqrt {1-q}}}
{\displaystyle CT={\sqrt {CM\cdot CC'}}={\sqrt {CM(CM-q\cdot CM)}}=CM{\sqrt {1-q}}}
Тому: 
{\displaystyle AB\cdot CT+BC\cdot AK=AB\cdot CM{\sqrt {1-q}}+BC\cdot AM{\sqrt {1-q}}=(AB\cdot CM+BC\cdot AM){\sqrt {1-q}}}
Так, як чотирикутник {\displaystyle ABCM} є вписаним, то застосувавши теорему Полемея отримаємо : 
{\displaystyle (Ab\cdot CM+BC\cdot AM){\sqrt {1-q}}=AC\cdot BM{\sqrt {1-q}}=AC\cdot BP}
Доведена умова достатня і необхідна, бо достатню і необхідну умову виражає теорема Птолемея.